# Soraya Arnelas
Soraya Arnelas Rubiales (Valência de Alcântara, Estremadura, Espanha, 13 de setembro de 1982 é uma cantora espanhola.

## Festival Eurovisão da Canção
Soraya Arnelas, foi o representante escolhido por Espanha para representar o país no Festival Eurovisão da Canção 2009.